# Gare de Plumas
La gare de Plumas dans la municipalité rurale de Westbourne est desservie par Via Rail Canada. C'est une gare sans personnel. Il y a 3 trains par semaine, dans chaque direction.